# Lira turca
A lira turca (em turco: Türk lirası; sinal: ₺; ISO 4217: TRL; geralmente abreviado como TL) é a unidade monetária corrente na Turquia, assim como do estado não reconhecido da República Turca do Chipre do Norte. A lira turca é subdividida em 100 kuruş.

## História

### Primeira lira turca
A lira foi introduzida na Turquia em 1844. Ela substituiu o kuruş como principal unidade monetária, embora os kuruş tenham continuado a circular como subdivisão da lira, com cem kuruş perfazendo uma lira. O Kurus também continuaram a ser usados. Até a década de 1930 o alfabeto árabe era utilizado nas moedas e notas turcas: پاره significava para, غروش significava kuruş e ليرا lira (تورك ليراسي é "lira turca").
Entre 1844 e 1881, a lira adotou um padrão bimetálico, onde uma lira equivalia tanto a 6,61519 gramas de ouro puro e 99,8292 de prata pura. Em 1881 o padrão do ouro foi adotado, e seguiu em uso até 1914. A Primeira Guerra Mundial viu a Turquia abandonar definitivamente o padrão do ouro, com a lira de ouro valendo cerca de nove liras em papel-moeda até o início da década de 1920.
Após alguns períodos onde seu valor esteve atrelado à libra esterlina e ao franco francês, uma equivalência de 2,8 liras com um dólar americano foi adotada em 1946 e foi mantida até 1960, quando a moeda foi desvalorizada, e nove liras passaram a valer um dólar. De 1970 em diante, uma série de reajustes com o valor do dólar foram aplicados à medida que o valor da moeda começou a cair.
A inflação crônica da década de 1970 em diante fez o valor da lira se desvalorizar muito em relação a outras moedas:
- 1966 - 1 dólar = 9 liras
- 1980 - 1 dólar = 90 liras
- 1988 - 1 dólar = 1 300 liras
- 1995 - 1 dólar = 45 000 liras
- 1996 - 1 dólar = 107 000 liras
- 2001 - 1 dólar = 1 650 000 liras
- 2004 - 1 dólar = 1 350 000 liras
- 2007 - 1 dólar = 1 260 000 liras = 1,26 liras novas
- 2010 - 1 dólar = 1,55 liras (novas)
- 2012 - 1 dólar = 1,79 liras (novas)

O Livro Guinness dos Recordes listou a lira como a moeda menos valiosa do mundo nos anos de 1995 e 1996, e novamente, durante o período de 1999 até 2004. A moeda havia adquirido um valor tão depreciado que a moeda da lira de ouro original valia aproximadamente 120 000 000 de liras.
Nos seus primeiros anos como moeda, a nova lira turca se estabilizou e ainda conseguiu se valorizar diante do dólar e do euro, embora tenha constantemente perdido valor desde 2011.

### Segunda lira turca
Em 1 de Janeiro de 2005, uma nova moeda, a Yeni Türk Lirası (YTL) (em português:  "nova lira turca") foi introduzida. Cada nova lira turca equivalia a um milhão de antigas liras.
A nova lira foi subdividida em 100 novos kuruş (yeni kuruş). Em 1 de Janeiro de 2005, substituiu a antiga lira turca: uma nova lira valia, à época, um milhão de liras antigas. A partir de 1 de janeiro de 2009 passou a designar-se apenas lira turca.
Estão em circulação as seguintes denominações:
- Moedas de 1, 5, 10, 25 e 50 novos kuruş e de 1 nova lira;
- Notas de 1, 5, 10, 20, 50, 100 e 200 novas liras.